# Oxythyrea guttifera
Oxythyrea guttifera är en skalbaggsart som beskrevs av Adam Afzelius 1817.
Oxythyrea guttifera ingår i släktet Oxythyrea och familjen Cetoniidae. Inga underarter finns listade i Catalogue of Life.